# Mi paraíso
Mi paraíso  es el decimocuarto álbum de estudio de la banda madrileña Los Secretos, publicado en 2019. Editado bajo el sello discográfico Warner Music Spain y producido por el británico Nigel Walker. Del mismo se extrajeron tres sencillos, "Mi paraíso", "Si pudiera parar el tiempo" y "Lejos".
Canciones que se adaptan a plantillas clásicas, pero que devienen en cajas de magia melódica, de sensaciones atenuadas pero fuertes

## Listado de canciones
| N.º | Título                                                    | Duración |  |
| 1.  | «Mi paraíso» (Álvaro Urquijo)                             | 3:35     |  |
| 2.  | «Si pudiera parar el tiempo» (Álvaro Urquijo)             | 3:57     |  |
| 3.  | «Escrito en el corazón» (Jesús Redondo y Chema Vargas)    | 3:45     |  |
| 4.  | «Lejos» (Álvaro Urquijo)                                  | 3:36     |  |
| 5.  | «Dinero por amor» (Álvaro Urquijo)                        | 3:33     |  |
| 6.  | «Párpados pintados» (Isabel Penalba))                     | 4:36     |  |
| 7.  | «Me olvidé de tu nombre» (Álvaro Urquijo)                 | 3:30     |  |
| 8.  | «Las flores de septiembre» (Jesús Redondo y Chema Vargas) | 3:47     |  |
| 9.  | «Prisionero en tu memoria» (Álvaro Urquijo)               | 3:39     |  |
| 10. | «Tan lejos de ti» (Jesús Redondo y Chema Vargas)          | 3:23     |  |
| 11. | «Si me quieres esta vez» (Álvaro Urquijo)                 | 4:07     |  |
| 12. | «Entre mil caras» (Ramón Arroyo e Isabel Penalba))        | 2:37     |  |